# Сражение при Акбасе
Сражение при Акбасе (англ. Acbas) — одно из сражений ирано-византийской войны 572—591 гг, произошедшее в 583 году.
Акбас был сасанидской крепостью, построенной в 570-х годах в районе Арзанены, Армения, прямо на византийско-персидской границе. Крепость была расположена на холме на восточном берегу реки Нимфий (современная река Батмен), примерно напротив Мартирополя. Она находилась в нескольких милях от византийских крепостей Афумон и Хломарон.
В 583 году византийский полководец Иоанн Мистакон блокировал Акбас. «Это укрепление было неприступным и непреодолимым для осады. Эта крепость была расположена на вершине горы, с обеих сторон которой были обрывистые спуски, а задняя часть горы представляла глубокую пропасть, так что оставался только один единственный ход спереди, укрепленный сложенными в груды камнями». Гарнизон с помощью сигнальных костров обратился за помощью к сасанидским войскам, которые под командованием Кардаригана осаждали близлежащую крепость Афумон.
Кардариган пришёл на помощь. «На самом рассвете персидское войско, выстроив ряды, стало наступать на ромеев; бой начали те, которые соскочили с коней, и, непрерывно пуская стрелы... тучею стрел закрыли от противников свет божий...». Одни ромеи были оттеснены на гору, с которой некоторые из воинов, спрыгнув с кручи, которая обращена в сторону реки Нимфий, спаслись, а затем, переправившись через реку, добрались до византийского лагеря; другие были взяты в плен.
В результате поражения император Маврикий отозвал Мистикона и заменил его Филиппиком на посту командующего армиями на Востоке. К концу года Акбас всё же пал под натиском византийцев, которые разрушили его после захвата.